# Élections générales britanniques de 1987 en Angleterre
Des élections générales britanniques ont lieu le 11 juin 1987 pour élire la 50e législature du Parlement du Royaume-Uni. L'Angleterre élit 523 des 650 députés.

## Résultats
| Partis | Partis                  | Voix       | Voix  | Voix       | Total des sièges | Total des sièges | Total des sièges |
| Partis | Partis                  | Votes      | %     | +/−        | Sièges           | +/−              |                  |
| ------ | ----------------------- | ---------- | ----- | ---------- | ---------------- | ---------------- | ---------------- |
|        | Conservateur            | 12 546 186 | 46,2  | 0,2        | 358 / 523        | 4                |                  |
|        | Travailliste            | 8 006 466  | 29,5  | 2,5        | 155 / 523        | 7                |                  |
|        | Alliance SDP - Libéraux | 6 467 350  | 23,8  | 2,4        | 10 / 523         | 3                |                  |
|        | Autres                  | 113 520    | 0,4   | 0,3        | 0 / 523          | stagnation       |                  |
| Total  | Total                   | 27 133 522 | 100,0 | stagnation | 523 / 523        | stagnation       |                  |